# زبان میسیما
زبان میسیما یک زبان از خانواده زبان‌های آسترونزیایی است که در جزیره میسیما و نیمهٔ شرقی زنجیره کالوادوس و پاپوا گینه نو گویشورانی دارد. 